# Maziarnia (Tomaszów Lubelski)
Maziarnia – część miasta Tomaszów Lubelski w Polsce położona w województwie lubelskim, w powiecie tomaszowskim, w Tomaszowie Lubelskim.
W latach 1975–1998 miejscowość administracyjnie należała do województwa zamojskiego.